# Сюкеевский Взвоз
Сюкеевский Взвоз (тат. Сөйки тавы) — посёлок в Камско-Устьинском районе Татарстана. Входит в состав Сюкеевского сельского поселения.

## География
Находится в западной части Татарстана на расстоянии приблизительно 18 км на юго-запад по прямой от районного центра посёлка Камское Устье на берегу Куйбышевского водохранилища.

## История
Основан в 1926 году.

## Население
Постоянных жителей насчитывалось в 1938 — 40, в 1970 — 45, в 1979 — 34, в 1989 — 17. Постоянное население составляло 9 человек (русские 100 %) в 2002 году, 4 в 2010.